# مشکین‌گربه آبزی
مشکین‌گربه آبزی (نام علمی: Genetta piscivora) نام یک گونه از سرده مشکین‌گربه است.